# Theo Wolvecamp
Theo Wolvecamp (30. august 1925, Hengelo – 11. oktober 1992, Amsterdam) var en hollandsk COBRA-kunstner.
Wolvecamp begyndte i en tidlig alder at male. I 1947 trak han sig tilbage efter to års studier ved Arnhem Kunstakademi og flyttede til Amsterdam. Der blev han involveret med den eksperimentelle gruppe i Holland og i 1948 Cobra-bevægelsen. Fra 1953 til 1954 arbejdede med den unge maler i Paris. Han vendte derefter tilbage til den relative isolation i hjembyen Hengelo. 
Wolvecamps værker kan inddeles i forskellige perioder. Umiddelbart efter krigen gjorde Pablo Picasso et stort indtryk på ham. Senere blev han interesseret i den spanske maler Joan Miró. Vasilij Kandinskij havde også stor indflydelse på Wolvecamps arbejde. Senere værker er ofte i mørke toner med tykke lag af maling. I hans kompositioner (især efter 1955) optræder fantasivæsener og andre figurative elementer, hvori de ligner malerier af den danske COBRA-kunstner Asger Jorn.